# Mujer de Putifar

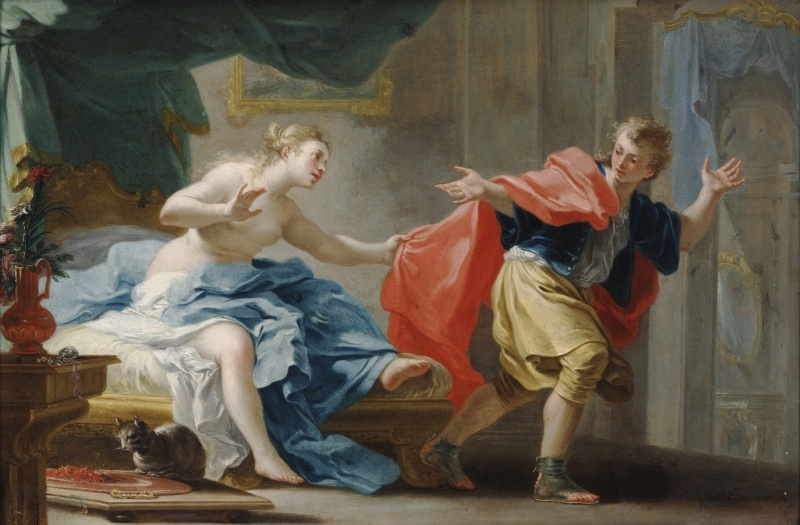
José y la esposa de Putifar, Filippo Falciatore.

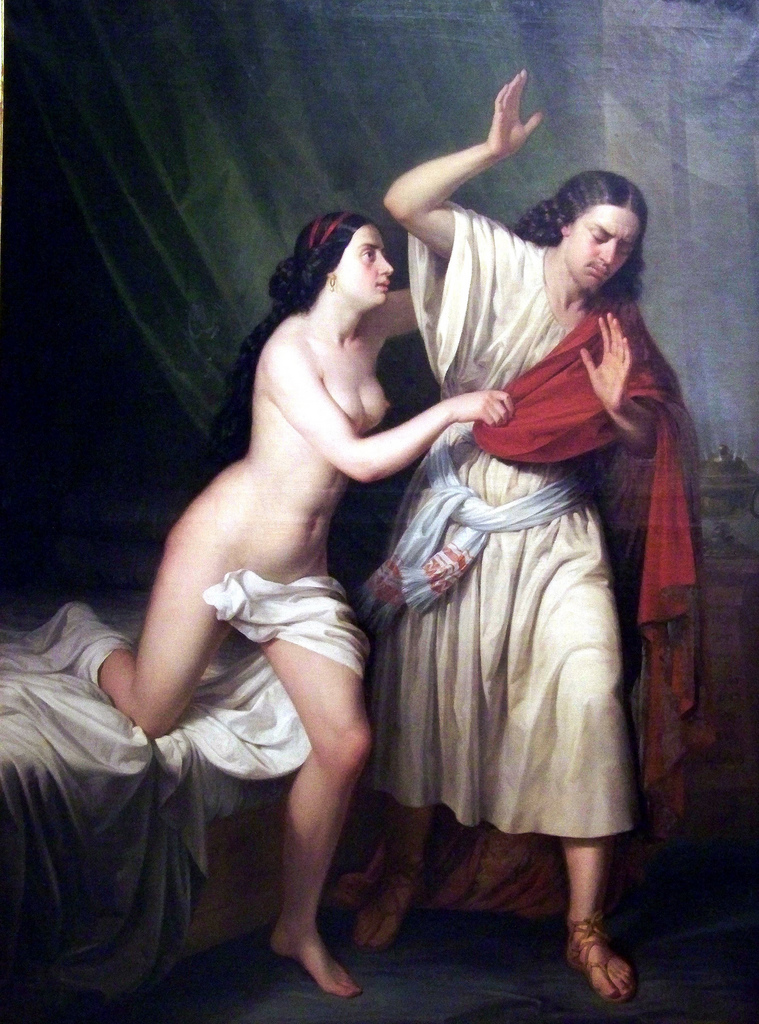
José y la mujer de Putifar, óleo sobre lienzo, de Antonio María Esquivel, 1854

La esposa de Putifar es una figura en la Biblia hebrea y el Corán. Era la esposa de Putifar, capitán de la guardia del Faraón en la época de Jacob y sus doce hijos. Según el Libro del Génesis capítulo 39, acusó falsamente a José de intento de violación después de que él rechazase sus insinuaciones sexuales.
En el Génesis no se le da ningún nombre, pero en fuentes judías medievales posteriores y en la tradición islámica, se la identifica como Zulekha ( /zuːˈleɪkɑː/ zoo-LAY-kah; en hebreo: זוליכה‎; en árabe: زُلَيْخَا‎, romanizado: zulayḵā)[cita requerida]. La historia de Yusuf y Zulekha es popular en la literatura islámica.

## En Génesis
La Biblia narra el trato que ella le dio a José, esclavo de su esposo Putifar:

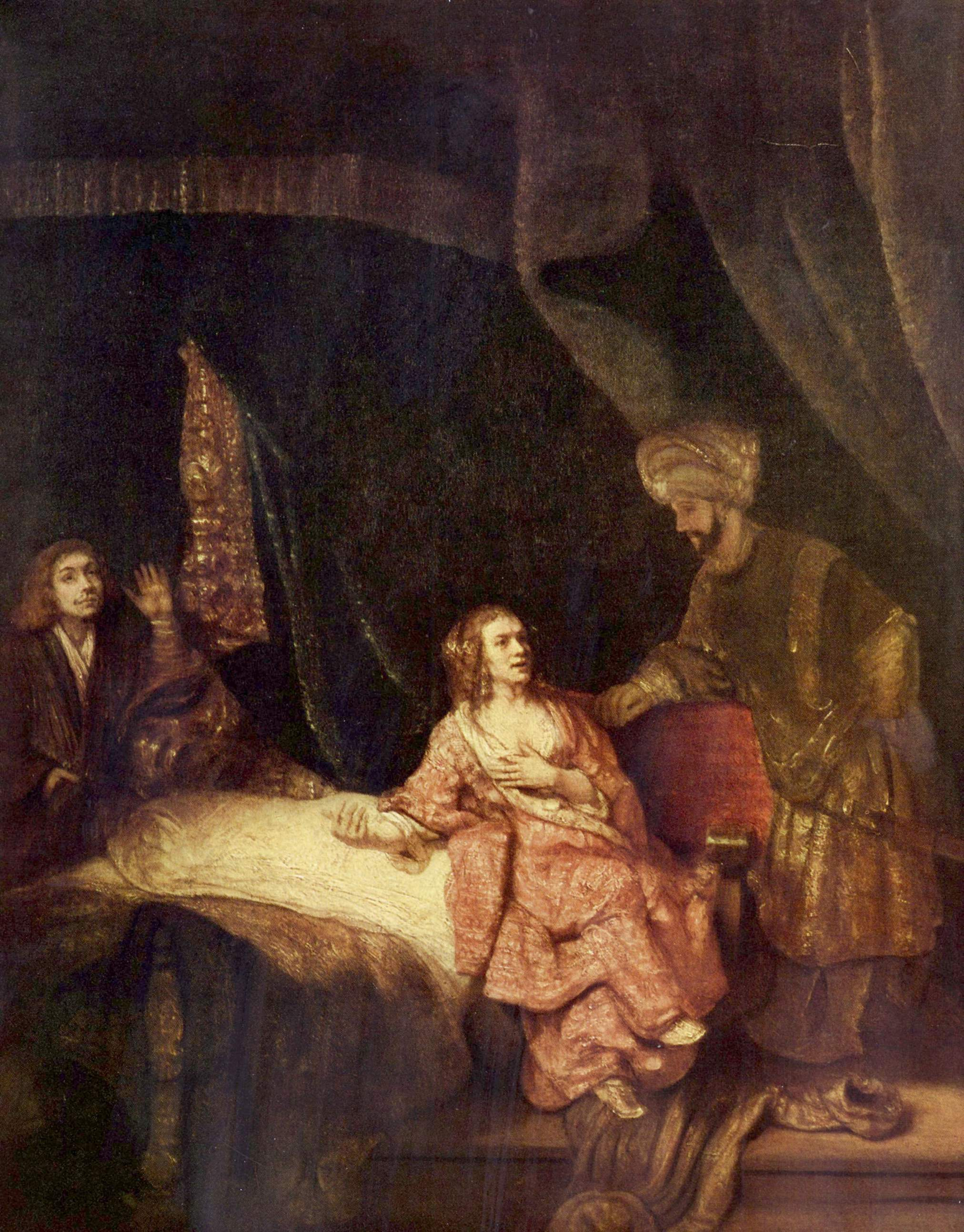
La esposa de José y Putifar, Rembrandt Harmensz van Rijn, 1655.

Y dejó todo lo que tenía en la mano de José; y, teniéndolo, no sabía nada sino el pan que comía. Y José era de hermosa forma y de hermoso aspecto. Y aconteció después de estas cosas, que la mujer de su amo miró a José; y ella dijo: 'Acuéstate conmigo'. Pero él rehusó, y dijo a la mujer de su amo: 'He aquí, mi amo, al tenerme a mí, no sabe lo que hay en la casa, y ha puesto todo lo que tiene en mi mano; él no es mayor en esta casa que yo; ni me ha ocultado cosa alguna sino a ti, porque tú eres su mujer. ¿Cómo, pues, puedo hacer yo esta gran maldad y pecar contra Dios?' Y aconteció, como ella hablaba a José día tras día, que él no la escuchaba, ni para acostarse con ella, ni para estar con ella. Y aconteció que cierto día, cuando él entró en la casa para hacer su trabajo, y no había ninguno de los hombres de la casa allí dentro, ella lo agarró por la ropa, diciendo: 'Acuéstate conmigo'. Y él, dejando su manto en la mano de ella, huyó y lo sacó. [...] Y ella guardó su manto junto a ella, hasta que su señor volvió a casa. Y ella le habló conforme a estas palabras, diciendo: 'El siervo hebreo, que nos has traído, vino a mí para burlarse de mí. Y aconteció que cuando alcé mi voz y clamé, dejó su manto junto a mí y huyó. Y aconteció que cuando su amo oyó las palabras de su mujer, que ella le hablaba, diciendo: 'Así me hizo tu siervo'; que su ira se encendió. Y tomó su amo a José, y lo puso en la cárcel, en el lugar donde estaban los presos del rey; y él estaba allí en la prisión.

## En el Corán
El Corán narra el trato de la esposa de Aziz hacia Yusuf de la siguiente manera:

Y cuando llegó a la madurez, le dimos juicio y conocimiento. Y así recompensamos a los que hacen el bien. 23. Y ella, en cuya casa él estaba, trató de seducirlo. Cerró las puertas y dijo: "Ven, tú". Él dijo: "[Busco] el refugio de Allah. De hecho, Él es mi maestro, quien ha hecho buena mi residencia. De hecho, los malhechores no tendrán éxito". 24. Y ella ciertamente decidió [seducirlo], y él se habría inclinado hacia ella si no hubiera visto la prueba de su Señor. Y así [fue] que debemos apartar de él el mal y la inmoralidad. De hecho, él era uno de Nuestros siervos escogidos. 25. Y ambos corrieron hacia la puerta, y ella rasgó su camisa por detrás, y encontraron a su esposo en la puerta. Ella dijo: "¿Cuál es la recompensa de alguien que piensa mal para tu esposa sino que sea encarcelado o un castigo doloroso?" 26. [José] dijo: "Fue ella quien trató de seducirme". Y un testigo de su familia declaró: "Si su camisa está rota por delante, entonces ella ha dicho la verdad, y él es de los mentirosos. 27. Pero si su camisa está rota por detrás, entonces ella ha mentido, y él es de los veraces". 28. Entonces, cuando él [es decir, su esposo] vio su camisa rasgada por la espalda, dijo: "Ciertamente, es de tu plan [es decir, de mujeres]. En verdad, tu plan es grande [es decir, vehemente]. 29. José, ignora esto. Y, [mi esposa], pide perdón por tu pecado. De hecho, tú eras de los pecadores". 30. Y las mujeres en la ciudad dijeron: "La esposa de al-ʿAzeez está tratando de seducir a su esclavo; él la ha apasionado con amor. De hecho, vemos que ella [estar] en un claro error". 31. Entonces, cuando ella se enteró de su intriga, envió por ellos y les preparó un banquete y les dio a cada uno de ellos un cuchillo y dijo [a José]: "Sal delante de ellos". Y cuando lo vieron, lo admiraron mucho y se cortaron las manos y dijeron: "¡Perfecto es Alá! Este no es un hombre; este no es más que un ángel noble". 32. Ella dijo: "Ese es de quien me echaste en cara. Y ciertamente traté de seducirlo, pero él rehusó firmemente; y si no hace lo que yo le ordeno, seguramente será preso y será de esos". degradado". 33. Él dijo: "Señor mío, la prisión es más de mi agrado que aquello a lo que me invitan. Y si no apartas de mí su plan, podría inclinarme hacia ellos y [así] ser de los ignorantes". 34. Entonces su Señor le respondió y desvió de él su plan. De hecho, Él es el que oye, el que sabe. 35. Entonces les pareció después de haber visto las señales que él [es decir, al-ʿAzeez] seguramente lo encarcelaría por un tiempo.
Al-Qur’an: Surah Yusuf: 22-35

## Interpretación

### En fuentes judías
Los comentaristas judíos también ven algunos buenos motivos en sus acciones. Una historia sobre Zuleikha se cuenta en Sefer haYashar, donde otras damas aristocráticas egipcias, su círculo de amigos, se burlaron de ella por estar enamorada de un esclavo hebreo. Invitando a sus amigos a su casa, Zuleikha les dio naranjas y cuchillos para cortarlas. Mientras se dedicaban a esta tarea, Zuleikha hizo que José caminara por la habitación. Distraídas por su belleza, todas las damas se cortaron accidentalmente con los cuchillos, haciéndose sangre. Zuleikha luego les recordó a sus amigas que tenía que ver a José todos los días. Después de este incidente, sus amistades ya no se burlaron de ella.
Rashi comenta que la esposa de Putifar vio a través de la astrología que tendría hijos de José. Sin embargo, los cálculos astrológicos estaban ligeramente equivocados. Asenat, su hija (adoptiva, en algunos relatos) se convirtió en la esposa de José y, por lo tanto, la esposa de Putifar tuvo nietos (que no hijos) a través de José.

### En fuentes islámicas

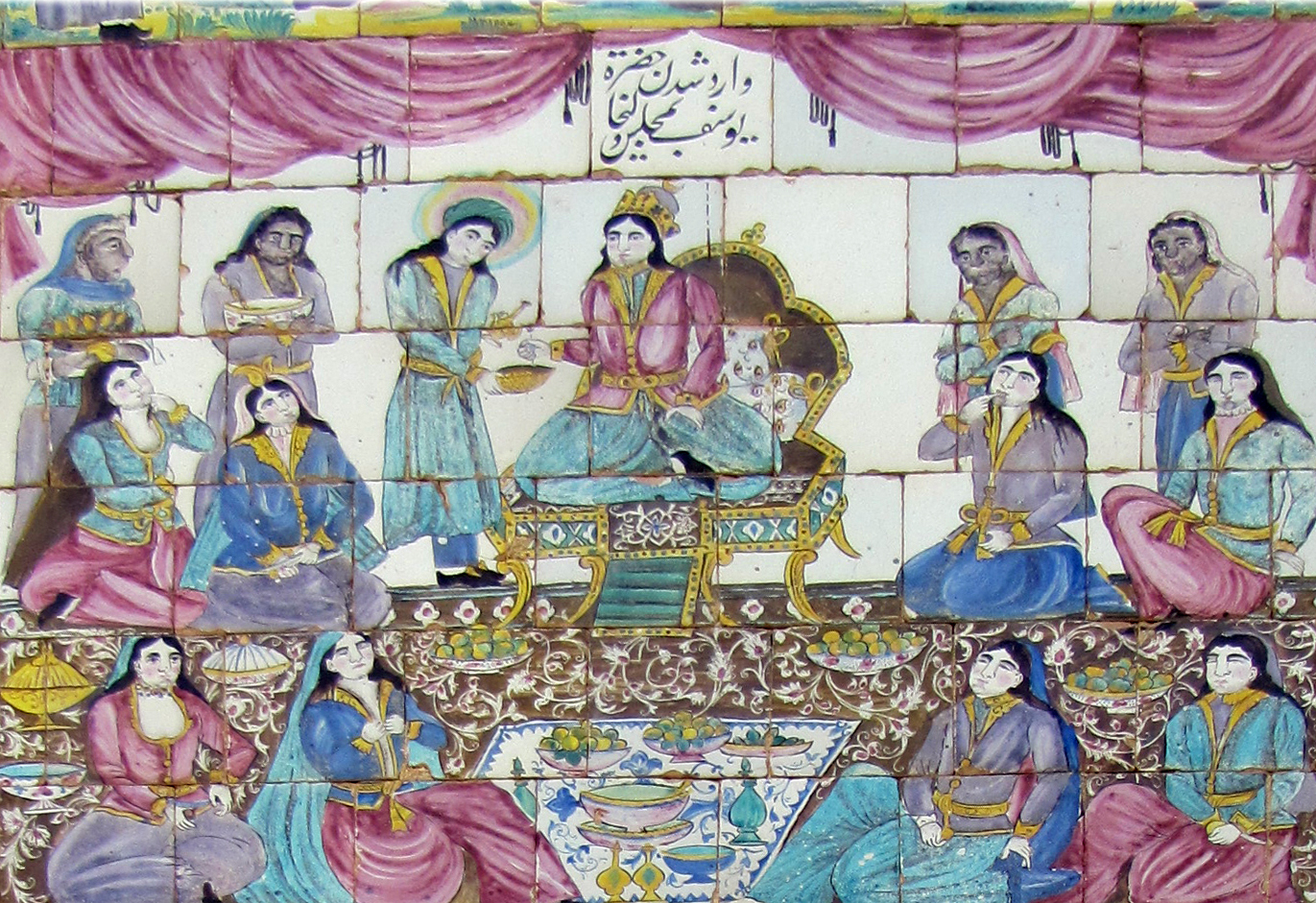
Ceremonia Zuleika, arte islámico pintura sobre azulejos de Mo'avin-Almamalik tekyeh, Kermanshah.

Los comentaristas musulmanes de las escrituras (Mufassirun) han considerado a Zuleikha como una pecadora y una villana con la excepción de los grandes poetas místicos musulmanes Rumi, Hafiz y Jami. Para Rumi, la obsesión de Zuleikha con José es un síntoma y una manifestación del gran anhelo profundo del alma por Dios. Por eso, insiste, es cierto el profundo amor de una persona por otra.

### Crítica académica
Estudiosos como Meir Sternberg (1985) caracterizan el comportamiento repetitivo de la mujer hacia José como agresión sexual. McKinlay (1995) señaló que la esposa de Putifar es tratada como un objeto en posesión de su amo, y la razón por la que José se niega no es porque no quiera tener sexo con ella, sino porque violaría la confianza de su amo y sea pecado contra Yahweh. Se podría argumentar que la mujer está tratando de afirmarse como una persona que toma sus propias decisiones en lugar de seguir siendo un objeto propiedad de su marido, e invita a José a unirse a ella en esta acción que la narración enmarca como un "pecado". Al mismo tiempo, sin embargo, abusa de su posición de poder como esposa del amo de los esclavos para obligar a José a tener relaciones sexuales y castigarlo por negarse. Susan Tower Hollis (1989) demostró que la narración de la esposa de Putifar 'está en línea con ciertos cuentos populares antiguos, donde una 'mujer hace vanas proposiciones a un hombre y luego lo acusa de intentar forzarla', y el hombre 'injustamente castigado por su supuesto intento de seducir a la mujer'.